# Религија у Грузији
Религија у Грузији (2014)
Религија у Грузији постоји у склопу више верских заједница. Становништво Грузије припада већински Грузијској православној цркви. Поред православних верника могу се још пронаћи и припадници исламске вероисповести, Католичке цркве, Јерменске апостолске цркве, Јевреји и други. Слобода вере је у данашњој Грузији ограничена и државно призната само кроз приватне непрофитне организације.

## Хришћанство
Када су апостоли кренули да шире Јеванђеље у подручју Кавказа, пошао је и апостол Андрија. У те крајеве наводно су отишли и апостоли Симон и Матеј. Прву бискупију у тим крајевима подигао је сам апостол Матеј, у граду Ацкурију. Најстарија црква је подигнута у 3. веку у селу Настакиши.
Од 303. године, Света Нина проповедала је јеванђеље у источном делу Грузијског царства и за њено време, 327. године, хришћанство је проглашено државном религијом, за време владавине Миријана III и краљице Нане. Западни део Грузије је тада био под Римским царством, које је хришћанство једно време прогонило, зато је хришћанство дошло касније, службено 523. године, под царем Егризијем. Као светца заштитника државе одабран је Свети Георгије.

### Православна црква
Почеци Грузијске православне цркве датирају у 1. веку када је мисију у тим крајевима имао апостол Андрија. Аутокефалност је добила у 4. веку, када постаје службена црква Грузије. Грузијска православна црква има око 3,5 милиона верника. На њеном челу се налази патријарх све Грузије, архиепископ, Илија II.

### Католичка црква
Почеци католицизма у Грузији датирају још из 12. и 13. века. Чак и током совјетске владавине Грузијска католичка црква се састојала од 15 заједница. Папа Јован Павле II је 1992. године у Тбилисију дао на усвајање Апостолску нунцијатура за Грузију 30. децембра 1993. године. Апостолски администратор Caucasi Latinorum са седиштем у Тбилисију је устоличен под заповедништвом римске курије. Око 100 хиљада католика припало је 1999. године, латинском, јерменском и сиријско-калдејском обреду, док је према подацима Грузијске православне цркве тај број био највише 3.000 католика. Ђузепе Пасото, апостолски администратор Кавказа, је рекао да је број католика између 2.000 и 50.000. Апостолски нунциј је поред Грузије одговоран и за нунцијатуре у Азербејџану и Јерменији.

## Ислам
Ислам је у Грузију дошао око 645. године током владавине трећег исламског калифа, Османа. Током тог периода, Тбилиси (al-Tefelis) прерастао је у средиште трговине између исламског света и северне Европе. Историја Ислама наставља се у Грузији током касног 14. и почетком 15. века за време Тимурове инвазије на Грузију, а током 16. и почетком 17. века. 1703. године, Вактанг VI је постао владар Картлије који је био исламске вероисповести.
Муслимани чине 10,7% грузијског становништва. Постоје две главне групе муслимана у Грузији. Сунитски муслимани су концентрисани у АР Аџарији. Шиитски муслимани су концентрисани уз границу са Азербејџаном и Јерменијом.

## Јудаизам
Јевреји имају историју у Грузији дугу 2000. година. Данас постоји врло мала заједница, 3.541 верника, према попису из 2002. године, иако је јеврејска популација бројила преко 100.000 људи 1970-их. Поготово након распада Совјетског Савеза већина Јевреја је напустила земљу одлазећи највише у Израел. Већина данашњих грузијских Јевреја живи у Тбилисију.

## Бахаизам
Историја бахаизам у Грузији започиње доласком на то подручје 1850. године. Током раздобља совјетске политике верских угњетавања, бахаисти су у совјетским републикама изгубили контакт са осталим бахаистима у остатку света. Године 1963. поједини становници у Тбилисију су се идентификовали као припадници ове вере. Након перестројке, 1991. године, основано је прво локално духовно веће у Грузији. Ова религија је наведена као растућа у Грузији.

## Верска структура
По попису обављеном 2014. године, верска структура Грузије изгледа овако:
- православци (службена, већином Грузијска православна црква) – 83,4%
- муслимани – 10,7%
- Јерменска апостолска црква – 2,9%
- католици – 1%
- остали (јевреји, бахаисти, Јеховини сведоци, протестанти, језици, неизјашњени) – 2%

## Галерија
- Ширење хришћанства у Европи и на Средоземљу
- Европа у доба великог раскола 1054. године
- Религија у Европи, на Средоземљу и на Блиском истоку 1100. године
- Религије у Европи 1560. године